# Eriopyga stictipenna
Eriopyga stictipenna är en fjärilsart som beskrevs av Dyar 1914. Eriopyga stictipenna ingår i släktet Eriopyga och familjen nattflyn. Inga underarter finns listade i Catalogue of Life.